# Jokin Murguialday
Jokin Murguialday Elorza (Vitoria, 19 de marzo de 2000) es un ciclista español, miembro del equipo Euskaltel-Euskadi.

## Biografía
Nacido el 19 de marzo de 2000 en Vitoria, es hijo de Javier Murguialday, ciclista profesional de 1986 a 1994 y ganador de una etapa del Tour de Francia 1992. Inspirado por sus antecedentes familiares, comenzó a correr a los once años en la escuela de ciclismo Arabarrak en Salvatierra.
En 2018, por segundo año júnior, se distinguió por obtener seis victorias, incluida la Vuelta a Álava. El mismo año, fue seleccionado por la selección española para el Campeonato de Europa de Zlín, donde se retiró. Luego se incorporó al equipo amateur de Caja Rural-Seguros RGA amateur en 2019, por su paso entre las categorías inferiores. Rápidamente se distinguió por ganar dos carreras del calendario amateur vasco: la San Gregorio Saria y el Premio San Pedro.
En 2020, durante el Campeonato de España Sub-23, consiguió la medalla de plata en la contrarreloj y luego en la carrera de ruta. También es sexto en el Tour de Bulgaria, y sobre todo octavo en el Giro Ciclistico d'Italia, donde muestra buenas cualidades de escalada. En noviembre firma su primer contrato profesional con Caja Rural-Seguros RGA.

## Palmarés
2019 (como amateur)
- San Gregorio Saria
- Premio de San Pedro de Irún

2020 (como amateur)
- 2.º en el Campeonato de España Contrarreloj Sub-23
- 2.º en el Campeonato de España en Ruta Sub-23

## Resultados

### Clásicas y Campeonatos
| Carrera               | Carrera               | 2021  | 2022 | 2023 | 2024 |
| --------------------- | --------------------- | ----- | ---- | ---- | ---- |
| Clásica San Sebastián | Clásica San Sebastián | 96.º  | —    | 60.º |      |
| España en Ruta        | España en Ruta        | 103.º | 29.º | —    | 34.º |
| España Contrarreloj   | España Contrarreloj   | 16.º  | 17.º | —    | 23.º |

—: No participa

Ab.: Abandona

X: No se disputó

## Equipos
- Caja Rural-Seguros RGA[1] (2021-2024)
- Euskaltel-Euskadi (2025-)